# Okutomo Toshiaki
Toshiaki Okutomo (sinh ngày 13 tháng 8 năm 1969) là một cầu thủ bóng đá người Nhật Bản.

## Sự nghiệp câu lạc bộ
Toshiaki Okutomo đã từng chơi cho Kashima Antlers.